# Tobias Asser
Tobias Michael Carel Asser (født 28. april 1838, død 29. juli 1913) var en hollandsk jurist.
Han blev tildelt Nobels fredspris i 1911.